# Charles Münch
Charles Munch, (ʃaʁl mynʃ; nato Charles Münch) (Strasburgo, 26 settembre 1891 – Richmond, 6 novembre 1968), è stato un direttore d'orchestra e violinista francese naturalizzato statunitense, celebre per la sua padronanza del repertorio orchestrale francese. È stato molto noto come direttore musicale della Boston Symphony Orchestra.

## Vita e carriera
Münch nacque a Strasburgo, Alsazia-Lorena (territorio attualmente francese ma in quel periodo facente parte dell'Impero tedesco). Figlio di un organista e direttore di coro Ernst Münch, era il quinto di una famiglia di sei figli, fratello del direttore d'orchestra Fritz Münch e cugino del direttore e compositore Hans Münch. Anche se la sua prima ambizione era quella di essere un macchinista, studiò violino al Conservatorio di Strasburgo. Il padre Ernst era professore di organo al conservatorio e si esibiva nella cattedrale; diresse anche l'orchestra con il figlio Charles nei secondi violini.
Dopo il diploma, nel 1912, Charles studiò con Carl Flesch a Berlino e Lucien Capet al Conservatorio di Parigi. Fu arruolato nell'esercito tedesco nella prima guerra mondiale, dove servì come artigliere sergente. Fu gassato a Péronne e ferito a Verdun.
Nel 1920 divenne professore di violino al conservatorio di Strasburgo e assistente primo violino dell'Orchestra filarmonica di Strasburgo diretta da Joseph Guy Ropartz, che dirigeva il conservatorio. Nei primi anni 1920 era primo violino per Hermann Abendroth della Gürzenich Orchestra di Colonia. Lavorò poi come primo violino del Gewandhaus di Lipsia sotto Wilhelm Furtwängler e Bruno Walter 1926-1933.
All'età di 41 anni, Münch fece il suo debutto di direzione a Parigi il 1 novembre 1932. La fidanzata di Münch, Geneviève Maury, nipote di uno dei fondatori della Nestlé, affittò la sala e assunse la Walther Straram Concerts Orchestra. Fu anche un ottimo traduttore di Thomas Mann. Münch studiò anche direzione d'orchestra con il direttore ceco Fritz Zweig che era fuggito da Berlino durante la sua permanenza alla Krolloper di Berlino.
A seguito di questo successo, diresse il Concerts Siohan, la Lamoureux Orchestra, la nuova Orchestre Symphonique de Paris, la Biarritz Orchestra (estate 1933), la Société Philharmonique de Paris (1935-1938) e l'Orchestre de la Société des Concerts du Conservatoire (1937-1946). Divenne noto come un eccellente esecutore di Hector Berlioz e divenne amico di Arthur Honegger, Albert Roussel e Francis Poulenc. Nel corso di questi anni Münch diede le prime esecuzioni di opere di Honegger, Jean Roger-Ducasse, Joseph Guy Ropartz, Roussel, e Florent Schmitt. Divenne direttore della Société Philharmonique de Paris nel 1938 ed insegnò direzione d'orchestra al conservatorio di Parigi dal 1937 al 1945.

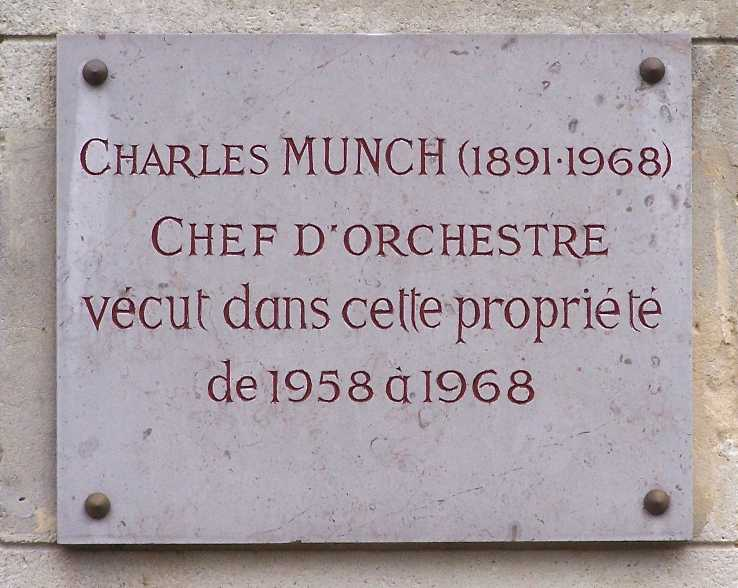
Plaque at Place Emile Dreux, village de Voisins in Louveciennes, Yvelines, France

Rimase in Francia dirigendo l'Orchestra del Conservatorio durante l'occupazione tedesca, credendo che fosse la cosa migliore per mantenere alto il morale del popolo francese. Rifiutò lo svolgimento di impegni in Germania e anche di eseguire lavori di compositori tedeschi contemporanei. Protesse i membri della sua orchestra dalla Gestapo e contribuì con il suo reddito alla Resistenza francese. Per questo, ha ricevuto la Legion d'onore con il nastro rosso nel 1945 e il grado di Commendatore nel 1952.

## Onorificenze

### A Boston
Münch fece il suo debutto con la Boston Symphony Orchestra il 27 dicembre 1946. Fu il suo direttore musicale dal 1949 al 1962. Münch è stato anche direttore del Berkshire Music Festival e Berkshire Music Center (Tanglewood) dal 1951 fino al 1962. Diretto le prove rilassato, cosa che membri dell'orchestra apprezzavano, dopo l'autoritario Serge Koussevitzky. Münch ricevuto anche lauree honoris causa dal Boston College, Boston University, la Brandeis University, Harvard University, e il New England Conservatory of Music.
Egli eccelleva nel repertorio moderno francese, in particolare Claude Debussy e Maurice Ravel, ed era considerato un interprete autorevole di Hector Berlioz. Tuttavia i programmi di Münch presentano anche regolarmente opere di compositori come Bach, Haydn, Mozart, Beethoven, Schubert, Schumann, Brahms e Wagner. La sua permanenza in carica per tredici anni a Boston comprese 39 prime mondiali e 58 prime esecuzioni americane, e offrì al pubblico 168 opere contemporanee. Quattordici di queste prime opere sono state commissionate dalla Boston Symphony e dalla Fondazione Koussevitzky per la Musica per celebrare il 75º anniversario dell'Orchestra nel 1956. (Una 15° commissione non fu mai completata.)
Münch invitò l'ex direttore musicale della Boston Symphony Pierre Monteux come ospite per dirigere, registrare e andate in tour con l'orchestra dopo un'assenza di oltre 25 anni. Sotto Münch, direttori ospiti sono diventati parte integrante della programmazione della Boston Symphony, sia a Boston che a Tanglewood.
Münch ha guidato la Boston Symphony nel suo primo giro transcontinentale degli Stati Uniti nel 1953. Diventò il primo direttore a portarli in tour all'estero: in Europa nel 1952 e nel 1956, e l'Asia orientale e Australia nel 1960. Durante il tour del 1956 la Boston Symphony è stata la prima orchestra americana ad esibirsi in Unione Sovietica.
La Boston Symphony sotto Münch ha fatto una serie di registrazioni per RCA Victor dal 1949 al 1953 in mono e dal 1954 al 1962 in entrambe le versioni, mono e stereo.
Selezioni da prove della Boston Symphony sotto Leonard Bernstein, Koussevitzky, e Münch sono state trasmesse a livello nazionale sulla Radio Network NBC 1948-1951. La NBC ha trasmesso pezzi di esecuzioni dell'Orchestra dal 1954 al 1957. A partire dal 1951 la BSO è stata trasmessa su radio locali nella zona di Boston. A partire dal 1957 le esecuzioni della Boston Symphony sotto la direzione di Münch e degli ospiti sono state diffuse a livello regionale, nazionale e internazionale attraverso la Boston Symphony Transcription Trust. Sotto Münch, la Boston Symphony apparve in televisione. La prima trasmissione televisiva di BSO fu sotto Bernstein nel 1949 alla Carnegie Hall.

### L'Orchestre de Paris
Münch tornò in Francia e nel 1963 divenne presidente della Ecole Normale de Musique. Fu anche nominato presidente della Guilde Française des Artistes Solistes. Nel corso del 1960, Münch apparve regolarmente come direttore ospite in tutta l'America, Europa e Giappone. Nel 1967, su richiesta del ministro francese della Cultura, André Malraux, fondò la prima orchestra francese a tempo pieno retribuita, l'Orchestre de Paris, e diresse il suo primo concerto il 14 novembre 1967. L'anno seguente, morì di un attacco di cuore nel suo albergo a Richmond, in Virginia, durante un tour americano con la sua nuova orchestra. I suoi resti sono stati restituiti alla Francia, dove è sepolto nel cimitero di Louveciennes. La EMI ha registrato le sue sessioni finali, tra cui il Concerto per pianoforte in sol di Ravel, con questa orchestra, e le ha pubblicate postume.

## Libri
Nel 1955, l'Oxford University Press pubblicò Sono un direttore di Münch in una traduzione di Leonard Burkat. È stata originariamente pubblicata nel 1954 in francese col titolo Je suis chef d'orchestre. L'opera è una raccolta di pensieri di Münch sulla direzione e sul ruolo di un direttore.
D. Kern Holoman scrisse la prima biografia di Münch in inglese, Charles Münch. Fu pubblicata dalla Oxford University Press nel 2011.

## Registrazioni
La discografia di Münch è ampia, sia a Boston con la RCA Victor che nelle varie località in Europa e nelle direzioni come ospite su varie etichette, tra cui l'inglese Decca, la EMI, la Nonesuch, l'Erato e la Auvidis-Valois.
Iniziò a fare dischi a Parigi prima della guerra, per la EMI. Münch poi fatto una rinomata serie della Decca Full Frequency Range Recordings (FFRR) alla fine del 1940. Dopo diverse registrazioni con la New York Philharmonic per la Columbia, Münch ha cominciato a fare registrazioni per la RCA Victor subito dopo il suo arrivo a Boston come direttore musicale. Tra questi memorabile Berlioz, Honegger, Roussel, e le videoriprese di Saint-Saëns.
La sua prima registrazione stereofonica con la Boston Symphony, nella Symphony Hall di Boston, nel febbraio 1954, fu dedicata a una versione completa de La damnation de Faust di Hector Berlioz e fu fatta contemporaneamente in suono mono e stereofonico sperimentale, anche se solo la registrazione mono è stata rilasciata commercialmente. La registrazione stereo sopravvive solo frammentariamente. La versione mono di questa registrazione è stata aggiunta alla Biblioteca del registro nazionale del Congresso del suono. Tra le sue registrazioni finali a Boston c'è stata un'esecuzione del 1962 del poema sinfonico di César Franck Le Chasseur Maudit.
Al ritorno di Münch a Parigi, fece dischi Erato con l'Orchestre Lamoureux, e con l'Orchestre de Paris ha di nuovo registrato per la EMI. Ha inoltre effettuato registrazioni per un certo numero di altre aziende, tra cui Decca/London.
Un certo numero di registrazioni di Münch sono state rese disponibili ininterrottamente dalle loro versioni originali, tra le quali la sinfonia Organ di Saint-Saëns e Dafni e Cloe di Ravel. La RCA ha ristampato Münch Conduce Berlioz in un set multi-disco, che comprende tutte le loro registrazioni di Münch. La BMG/Giappone ha emesso due diverse edizioni di registrazioni di Münch su CD, del 1998 e 2006. Quest'ultimo era costituito da 41 CD e comprendeva tutto, a parte una manciata di registrazioni di Münch con la Boston Symphony. È stato messo a disposizione un certo numero di registrazioni dei primi dieci anni dell'incarico di Münch a Boston, per la prima volta in oltre 50 anni.

## Discografia parziale
- Debussy Ravel, Bolero/Afternoon Of A Faun/Rapsodie Espagnole/La Valse - Münch/Boston Symphony Orchestra, 1956 RCA Victor Red Seal – Grammy Award for Best Orchestral Performance 1960
- Ravel, Daphnis Et Chloe - Münch/Boston Symphony Orchestra, 1955 RCA Victor Red Seal – Grammy Award for Best Orchestral Performance 1962

## Televisione
La Boston Symphony apparve in televisione con Münch localmente sulla WGBH-TV, Boston, ed a livello nazionale in serie sindacali. La NHK trasmise in tutto il Giappone il concerto del tour della Boston Symphony in Giappone nel 1960. Münch apparve anche in film o televisione con la Chicago Symphony Orchestra, la Filarmonica Ceca, l'Orchestra della Radio e Televisione Ungherese, l'Orchestre National de l'ORTF, e l'Orchestre de Radio-Canada. Molti di questi spettacoli sono stati pubblicati su DVD.